# Tomáš Kvasnička
Tomáš Kvasnička es un deportista checo que compitió en ciclismo adaptado en las modalidades de ruta y pista. Ganó tres medallas de bronce en los Juegos Paralímpicos de Pekín 2008.

## Palmarés internacional
| Juegos Paralímpicos | Juegos Paralímpicos | Juegos Paralímpicos | Juegos Paralímpicos               |
| Año                 | Lugar               | Medalla             | Prueba                            |
| ------------------- | ------------------- | ------------------- | --------------------------------- |
| 2008                | Pekín (China)       | Medalla de bronce   | 1 km contrarreloj CP3             |
| 2008                | Pekín (China)       | Medalla de bronce   | Velocidad por equipos LC1-4 CP3/4 |

| Juegos Paralímpicos | Juegos Paralímpicos | Juegos Paralímpicos | Juegos Paralímpicos |
| Año                 | Lugar               | Medalla             | Prueba              |
| ------------------- | ------------------- | ------------------- | ------------------- |
| 2008                | Pekín (China)       | Medalla de bronce   | Ruta LC3-4/CP3      |